# 安努亚慕沙
丹斯里拿督斯里邦里玛安努亚·慕沙（1956年5月18日—），马来西亚政治人物，伊斯兰党党员，现任全民共识主席。曾任马来西亚通讯及多媒体部长、联邦直辖区部长、青年及体育部长及乡村发展部长。曾经担任吉兰丹格底里国会议员（2013年至2022年）、丹州议会格拉那州议员（2004年至2008年）、吉兰丹柏灵嘉国会议员（1995年至1999年）。為前巫统党员，曾任巫统总秘书及國陣总秘书。

## 政治生涯
安努亚毕业于马来西亚工艺大学和伦敦大学学院，他在第四任首相马哈迪·莫哈末执政下曾担任马来西亚青年及体育部长及乡村发展部长。
2018年7月14日，出任巫统总秘书，取代东姑安南。2020年3月12日，巫统总秘书一职，由阿末马斯兰取代。同年3月17日，出任国阵总秘书，取代东姑安南。2021年1月5日，安努亚被巫统主席阿末扎希革除“国阵总秘书”一职，由阿末马斯兰取代，随后他开始力数扎希七宗罪。
安努亚慕沙于2022年开始活跃于他组建的“非政府组织” 也就是全民共识并担任主席一职。
2023年6月10日，安努亚正式加入伊党。

## 争议事件

### 邀请马哈迪回归巫统
2018年10月24日，安努亚邀请时任首相马哈迪·莫哈末重返巫统。10月25日，吉打州州务大臣慕克里·马哈迪在国会走廊接受媒体访问时认为这是一项恶作剧和不合逻辑的邀请，更指这是一项迟来的邀请：“试着想像，要出任首相兼执政党主席的人加入反对党，怎么可能？我也不知道，可能他是随性作出有关邀请。”随后安努亚声明此言论纯属个人看法。

### 揭巫统火箭合作
2021年1月6日，被巫统主席阿末扎希革除国阵总秘书职务的安努亚揭露扎希和数名巫统最高理事在未知会巫统最高理事会的情况下，多次和民主行动党见面会商，以组成新政治联盟。同日行动党秘书长林冠英在接受《今日自由大马》访问时抨击安努亚不成熟，自行编造有关巫统与行动党合作的故事。

### 屡次违反SOP
2021年1月28日，安努亚在社交媒体平台上传了一张照片，该照片是他与吉隆坡市政局前局长诺丁拉萨和尼阿米纳丁一起在社区散步，照片中的三个人没有保持人身距离，更没有戴口罩，引起在野议员和网民不满。1月29日，安努亚向《当今大马》表示，本身与另两名长者都是巧遇，三人都从各自的住家出来散步。
2月13日，安努亚出席活动后，与数名官员一起用餐，再度引发网民不满，指他违反SOP。安努亚在脸书上传活动照片并写道：“刚才在农场，我坐了一会儿就移开，因为主办单位没有遵守SOP。”。后主办单位对于没有遵守SOP致歉。2月16日，吉隆坡总警长赛夫向《透视大马》说：“蕉赖警方已接获民众投报，并已开档调查，在本周向他（安努亚）录取口供。”2月17日，安努亚在推特透露，他已在2月16日到警局录供，向警方交代他被指聚餐违反行动限制令的案件。
7月10日，安努亚在社交媒体的推文中指出，他和夫人前往探访前首相阿都拉·巴达威夫妇，并在阿都拉的住家享用午餐和逗留2小时，被网民指他违反了防疫标准作业程序。7月12日，金马警区主任莫哈末再纳证实，警方援引现有法令正式向安努亚发出2000令吉的罚单。

## 政治观点
2021年4月16日，安努亚在甘榜巴东哈班（Kampung Padang Halban）发放斋戒月食物篮后，向记者表示，前首相马哈迪·莫哈末指控国盟政府获得“盗贼”拥护，而无法接受相关事情的言论，值得关注。他指出，马哈迪的思维敏锐，也是公认在错综复杂的政治中，具有丰富经验的领袖：“我认为他的观点有一定可取之处，对于我来说，任何马哈迪的观点，只要是好的都值得给予注意，即便说这并不约束任何人。”

## 个人荣誉
- 马来西亚：
  -  联邦王冠效忠领袖勋章（PSM）—丹斯里（2008年）[32]
- 马六甲：
  -  马六甲辉煌勋章（DGSM）—拿督斯里（2004年）[32]
- 彭亨：
  -  彭亨王冠斯里勋章（SIMP）—拿督英特拉（1992年）[32]
- 沙巴：
  -  神山领袖勋章（SPDK）—拿督斯里邦里玛（2006年）[32]